# Gauchão de Futsal Série A de 2024
O Gauchão de Futsal Série A de 2024, oficialmente Gauchão de Futsal Sicredi Série A de 2024 foi a 8ª edição da primeira divisão do estadual gaúcho organizado pela Liga Gaúcha de Futsal.
A transmissão foi conduzida pelo grupo RBS, a partir do streaming do GZH, a partir das oitavas da final, enquanto na primeira fase as transmissões ficaram à cargo dos clubes.
O campeão da edição de 2024 foi o Clube Atlético Guarany, de Espumoso, em confronto com a equipe da Yeesco Futsal, de Carazinho.

## Fórmula de disputa

### Primeira fase
Na primeira fase, os clubes jogam entre si em turno e returno. Classificam para as oitavas de final os 16 melhores classificados, enquanto, de acordo com o regulamento, os 2 últimos colocados são rebaixados para o Gauchão de Futsal Série B do ano seguinte.

### Eliminatórias
Os 16 times classificados iniciam a fase final em busca do título no formato mata-mata, em jogos de ida e volta. Os cruzamentos são feitos à partir da posição das equipes na tabela da primeira fase. A fase final inicia nas oitavas de final, passando para as quartas de final, seminais e finais. Em caso de vitórias alternadas ou dois empates nos confrontos eliminatórios, a decisão vai para a prorrogação, se persistir o empate, decisão nos pênaltis.

## Participantes
| Equipe                                                         | Cidade               | Em 2023                         | Títulos         |
| -------------------------------------------------------------- | -------------------- | ------------------------------- | --------------- |
| AAGF (Associação Agudense de Futsal)                           | Agudo                | 2º (Série B)                    | 0               |
| AFUCS (Associação de Futsal e Cultura de Seberi)               | Seberi               | 16º / quartas de final          | 0               |
| AGE (Agremiação Guaporense de Esporte)                         | Guaporé              | 6º / oitavas de final           | 0               |
| AMF (Associação Marauense de Futsal)                           | Marau                | 14º / oitavas de final          | 0               |
| ANBF (Associação Novo Barreiro de Futsal)                      | Novo Barreiro        | 15º / oitavas de final          | 0               |
| APF (Associação Esportiva, Recreativa e Cultural Palma Futsal) | Gentil               | Semifinal (Série B)             | 0               |
| Atlântico (Clube Esportivo e Recreativo Atlântico)             | Erechim              | 1º (1ª fase) / oitavas de final | 2 (2019 e 2021) |
| Cerro Largo Futsal (Associação Cerro-larguense de Futsal)      | Cerro Largo          | 1º (Série B)                    | 0               |
| Entre-Ijuís Futsal (Associação Entre-Ijuís de Futsal)          | Entre-Ijuís          | Semifinal (Série B)             | 0               |
| Guarani (Guarani Futebol Clube)                                | Frederico Westphalen | 9º / oitavas de final           | 0               |
| Guarany (Clube Atlético Guarany)                               | Espumoso             | 10º / oitavas de final          | 0               |
| Horizontina Futsal                                             | Horizontina          | 5º / oitavas de final           | 0               |
| Lagoa (Lagoa Esporte Clube)                                    | Lagoa Vermelha       | 8º / quartas de final           | 0               |
| Passo Fundo Futsal (Associação Passo Fundo Futsal)             | Passo Fundo          | 4º / semifinal                  | 0               |
| Santa Rosa Futsal                                              | Santa Rosa           | 13º / oitavas de final          | 0               |
| SERCCA (Sociedade Esportiva, Recreativa e Cultural Casca)      | Casca                | 12º / semifinal                 | 0               |
| Uruguaianense (Associação Esportiva Uruguaianense)             | Uruguaiana           | 3º / vice-campeão               | 0               |
| Yeesco (Yeesco Futsal)                                         | Carazinho            | 11º / quartas de final          | 0               |

## Primeira fase[2]
| Pos | Equipes            | Pts | J  | V  | E | D  | GP | GC | SG  | Classificação ou eliminação     |
| --- | ------------------ | --- | -- | -- | - | -- | -- | -- | --- | ------------------------------- |
| 1   | Passo Fundo Futsal | 36  | 17 | 11 | 3 | 3  | 53 | 38 | 15  | Classificados para a fase final |
| 2   | Guarany            | 35  | 17 | 10 | 5 | 2  | 60 | 41 | 19  | Classificados para a fase final |
| 3   | AGE                | 34  | 17 | 11 | 1 | 5  | 50 | 34 | 16  | Classificados para a fase final |
| 4   | Yeesco             | 32  | 17 | 10 | 2 | 5  | 54 | 34 | 20  | Classificados para a fase final |
| 5   | Uruguaianense      | 30  | 17 | 9  | 3 | 5  | 59 | 41 | 18  | Classificados para a fase final |
| 6   | SERCCA             | 30  | 17 | 9  | 3 | 5  | 42 | 41 | 1   | Classificados para a fase final |
| 7   | Cerro Largo Futsal | 28  | 17 | 8  | 4 | 5  | 48 | 38 | 10  | Classificados para a fase final |
| 8   | Entre-Ijuís Futsal | 27  | 17 | 9  | 0 | 8  | 46 | 44 | 2   | Classificados para a fase final |
| 9   | Guarani            | 27  | 17 | 8  | 4 | 5  | 49 | 38 | 11  | Classificados para a fase final |
| 10  | Atlântico          | 21  | 17 | 6  | 3 | 8  | 48 | 51 | -3  | Classificados para a fase final |
| 11  | Horizontina Futsal | 20  | 17 | 6  | 2 | 9  | 44 | 52 | -8  | Classificados para a fase final |
| 12  | Lagoa              | 19  | 17 | 5  | 4 | 8  | 57 | 55 | 2   | Classificados para a fase final |
| 13  | Santa Rosa Futsal  | 18  | 17 | 5  | 3 | 9  | 31 | 49 | -18 | Classificados para a fase final |
| 14  | AMF                | 17  | 17 | 5  | 2 | 10 | 38 | 45 | -7  | Classificados para a fase final |
| 15  | ANBF               | 17  | 17 | 5  | 2 | 10 | 46 | 55 | -9  | Classificados para a fase final |
| 16  | AAGF               | 15  | 17 | 3  | 6 | 8  | 30 | 47 | -17 | Classificados para a fase final |
| 17  | APF                | 14  | 17 | 4  | 2 | 11 | 30 | 61 | -31 | Eliminados na 1ª fase           |
| 18  | AFUCS              | 14  | 17 | 3  | 3 | 11 | 46 | 67 | -21 | Eliminados na 1ª fase           |

## Eliminatórias
As equipes que estão na parte superior do confronto possuem o mando de campo no jogo da volta e em negrito as equipes classificadas.
|  | Oitavas de final   | Oitavas de final | Oitavas de final | Oitavas de final |           |                    | Quartas de final | Quartas de final | Quartas de final | Quartas de final |  |         | Semifinais | Semifinais | Semifinais   | Semifinais |        |   | Final      | Final      | Final      | Final      |
|  | —                  | —                | —                | —                |           |                    | —                | —                | —                | —                |  |         | [ nota 3 ] | [ nota 3 ] | [ nota 3 ]   | [ nota 3 ] |        |   | [ nota 4 ] | [ nota 4 ] | [ nota 4 ] | [ nota 4 ] |
|  |                    |                  |                  |                  |           |                    |                  |                  |                  |                  |  |         |            |            |              |            |        |   |            |            |            |            |
|  | Passo Fundo Futsal | 4                | 2                | —                |           |                    |                  |                  |                  |                  |  |         |            |            |              |            |        |   |            |            |            |            |
|  | AAGF               | 1                | 2                | —                |           |                    |                  |                  |                  |                  |  |         |            |            |              |            |        |   |            |            |            |            |
|  | AAGF               | 1                | 2                | —                |           | Passo Fundo Futsal | 2                | 0                | 0 p              |                  |  |         |            |            |              |            |        |   |            |            |            |            |
|  |                    |                  |                  |                  |           | Passo Fundo Futsal | 2                | 0                | 0 p              |                  |  |         |            |            |              |            |        |   |            |            |            |            |
|  |                    | Atlântico        | 0                | 3                | 1 p       |                    |                  |                  |                  |                  |  |         |            |            |              |            |        |   |            |            |            |            |
|  | Cerro Largo Futsal | Atlântico        | 0                | 3                | 1 p       | 2                  | 2                | —                |                  |                  |  |         |            |            |              |            |        |   |            |            |            |            |
|  | Cerro Largo Futsal |                  |                  |                  |           | 2                  | 2                | —                |                  |                  |  |         |            |            |              |            |        |   |            |            |            |            |
|  | Atlântico          | 4                | 2                | —                |           |                    |                  |                  |                  |                  |  |         |            |            |              |            |        |   |            |            |            |            |
|  | Atlântico          | 4                | 2                | —                |           |                    |                  |                  |                  |                  |  | Guarany | 5          | 1          | 1 p - 1 p/WO |            |        |   |            |            |            |            |
|  |                    |                  |                  |                  |           |                    |                  |                  |                  |                  |  | Guarany | 5          | 1          | 1 p - 1 p/WO |            |        |   |            |            |            |            |
|  |                    | Atlântico        | 2                | 4                | 1 p - 0 p |                    |                  |                  |                  |                  |  |         |            |            |              |            |        |   |            |            |            |            |
|  | Guarany            | Atlântico        | 2                | 4                | 1 p - 0 p | 6                  | 5                | —                |                  |                  |  |         |            |            |              |            |        |   |            |            |            |            |
|  | Guarany            |                  |                  |                  |           | 6                  | 5                | —                |                  |                  |  |         |            |            |              |            |        |   |            |            |            |            |
|  | ANBF               | 0                | 1                | —                |           |                    |                  |                  |                  |                  |  |         |            |            |              |            |        |   |            |            |            |            |
|  | ANBF               | 0                | 1                | —                |           | Guarany            | 4                | 4                | —                |                  |  |         |            |            |              |            |        |   |            |            |            |            |
|  |                    |                  |                  |                  |           | Guarany            | 4                | 4                | —                |                  |  |         |            |            |              |            |        |   |            |            |            |            |
|  |                    | AMF              | 4                | 2                | —         |                    |                  |                  |                  |                  |  |         |            |            |              |            |        |   |            |            |            |            |
|  | AGE                | AMF              | 4                | 2                | —         | 3                  | 5                | 1 p - 1 pn       |                  |                  |  |         |            |            |              |            |        |   |            |            |            |            |
|  | AGE                |                  |                  |                  |           | 3                  | 5                | 1 p - 1 pn       |                  |                  |  |         |            |            |              |            |        |   |            |            |            |            |
|  | AMF                | 7                | 1                | 1 p - 4 pn       |           |                    |                  |                  |                  |                  |  |         |            |            |              |            |        |   |            |            |            |            |
|  | AMF                | 7                | 1                | 1 p - 4 pn       |           |                    |                  |                  |                  |                  |  |         |            |            |              |            | Yeesco | 0 | 4          | —          |            |            |
|  |                    |                  |                  |                  |           |                    |                  |                  |                  |                  |  |         |            |            |              |            |        | 0 | 4          | —          |            |            |
|  |                    | Guarany          | 4                | 4                | —         |                    |                  |                  |                  |                  |  |         |            |            |              |            |        |   |            |            |            |            |
|  | Yeesco             | Guarany          | 4                | 4                | —         | 4                  | 6                | —                |                  |                  |  |         |            |            |              |            |        |   |            |            |            |            |
|  | Yeesco             |                  |                  |                  |           | 4                  | 6                | —                |                  |                  |  |         |            |            |              |            |        |   |            |            |            |            |
|  | Santa Rosa Futsal  | 3                | 3                | —                |           |                    |                  |                  |                  |                  |  |         |            |            |              |            |        |   |            |            |            |            |
|  | Santa Rosa Futsal  | 3                | 3                | —                |           | Yeesco             | 2                | 5                | —                |                  |  |         |            |            |              |            |        |   |            |            |            |            |
|  |                    |                  |                  |                  |           | Yeesco             | 2                | 5                | —                |                  |  |         |            |            |              |            |        |   |            |            |            |            |
|  |                    | Guarani          | 2                | 0                | —         |                    |                  |                  |                  |                  |  |         |            |            |              |            |        |   |            |            |            |            |
|  | Entre-Ijuís Futsal | Guarani          | 2                | 0                | —         | 1                  | 4                | 0 p              |                  |                  |  |         |            |            |              |            |        |   |            |            |            |            |
|  | Entre-Ijuís Futsal |                  |                  |                  |           | 1                  | 4                | 0 p              |                  |                  |  |         |            |            |              |            |        |   |            |            |            |            |
|  | Guarani            | 5                | 2                | 4 p              |           |                    |                  |                  |                  |                  |  |         |            |            |              |            |        |   |            |            |            |            |
|  | Guarani            | 5                | 2                | 4 p              |           |                    |                  | Yeesco           |                  |                  |  |         |            |            |              |            |        |   |            |            |            |            |
|  |                    |                  |                  |                  |           |                    |                  |                  |                  |                  |  |         |            |            |              |            |        |   |            |            |            |            |
|  |                    | Uruguaianense    |                  |                  |           |                    |                  |                  |                  |                  |  |         |            |            |              |            |        |   |            |            |            |            |
|  | Uruguaianense      | 3                | 4                | —                |           |                    |                  |                  |                  |                  |  |         |            |            |              |            |        |   |            |            |            |            |
|  | Uruguaianense      | 3                | 4                | —                |           |                    |                  |                  |                  |                  |  |         |            |            |              |            |        |   |            |            |            |            |
|  | Lagoa              | 3                | 1                | —                |           |                    |                  |                  |                  |                  |  |         |            |            |              |            |        |   |            |            |            |            |
|  | Lagoa              | 3                | 1                | —                |           | SERCCA             | 3                | 2                | —                |                  |  |         |            |            |              |            |        |   |            |            |            |            |
|  |                    |                  |                  |                  |           | SERCCA             | 3                | 2                | —                |                  |  |         |            |            |              |            |        |   |            |            |            |            |
|  |                    | Uruguaianense    | 3                | 5                | —         |                    |                  |                  |                  |                  |  |         |            |            |              |            |        |   |            |            |            |            |
|  | SERCCA             | Uruguaianense    | 3                | 5                | —         | 2                  | 5                | —                |                  |                  |  |         |            |            |              |            |        |   |            |            |            |            |
|  | SERCCA             |                  |                  |                  |           | 2                  | 5                | —                |                  |                  |  |         |            |            |              |            |        |   |            |            |            |            |
|  | Horizontina Futsal | 2                | 1                | —                |           |                    |                  |                  |                  |                  |  |         |            |            |              |            |        |   |            |            |            |            |